# Carrera Island
Carrera Island es una localidad de Trinidad y Tobago, que forma parte de la región de Diego Martín.

## Geografía
La localidad abarca la totalidad de la isla Carrera.

## Demografía
Datos demográficos de la localidad de Carrera Island:
| Gráfica de evolución demográfica de Carrera Island entre 2011 y 2011 |
|                                                                      |